# Miroslav Hirko
Miroslav Hirko (* 12. října 1963) je bývalý slovenský fotbalista, záložník. 

## Fotbalová kariéra
Hrál za ZŤS Košice, Slovan Bratislava a na vojně za RH Cheb. V československé lize nastoupil v 149 utkáních a dal 28 gólů. Hrál za Československo na mistrovství světa hráčů do 20 let v roce 1983.

## Ligová bilance
| Ročník                                        | Zápasy | Góly | Klub              |
| --------------------------------------------- | ------ | ---- | ----------------- |
| 1. československá fotbalová liga 1980/1981    | 5      | 0    | ZŤS Košice        |
| 1. slovenská národní fotbalová liga 1981/1982 | 26     | 2    | ZŤS Košice        |
| 1. československá fotbalová liga 1982/1983    | 13     | 1    | Slovan Bratislava |
| 1. československá fotbalová liga 1983/1984    | 30     | 4    | Slovan Bratislava |
| 1. československá fotbalová liga 1984/1985    | 19     | 3    | Slovan Bratislava |
| 1. slovenská národní fotbalová liga 1985/1986 | 10     | 0    | Slovan Bratislava |
| 1. slovenská národní fotbalová liga 1986/1987 | 29     | 4    | Slovan Bratislava |
| 1. slovenská národní fotbalová liga 1987/1988 | 28     | 9    | Slovan Bratislava |
| 1. československá fotbalová liga 1988/1989    | 25     | 6    | Slovan Bratislava |
| 1. československá fotbalová liga 1989/1990    | 7      | 2    | Slovan Bratislava |
| 1. československá fotbalová liga 1989/1990    | 20     | 3    | RH Cheb           |
| 1. československá fotbalová liga 1990/1991    | 30     | 9    | Slovan Bratislava |
| CELKEM                                        | 242    | 43   |                   |